# ОШ „Миладин Поповић” Пасјане
Основна школа „Миладин Поповић“ се налази у насељу Пасјане.

## Историјат школе
Прва основна школа у Пасјану отворена је школске 1890/1891. године. Њен први учитељ био је Трајко Илић, свршени ђак призренске богословске учитељске школе. По свему судећи школа је ускоро престала са радом и не налази се у статистици српких школа у Турској за период 1893-1895. коју је објавио Милан Веселиновић. Школа је поново отворена 1896. године када је за учитеља дошао Сава Поповић , свештеник из Косовске Каменице. Њега је заменио Илија Поповић из Гњилана до 1907. године. У јеку комитксе афере од 1907. до 1909. године школа је поново имала прекид у раду. Уочи балканских ратова у школи је радио Драгутин Патроногић из Призрена, а њега је заменио свршени ученик богословске-учитељске школе у Призрену Ђорђе Ристић.
Прву школску зграду саградио је Живко Шошић из Пасјана а земљу за школу дао је Петар Рајчић, такође из Пасјана .
Онда када је српском живљу било најтеже на овом простору 1912. године срушена је школска зграда и грађани овог села смогли су снаге да о свом трошку подигну нову згаду коју су зидали и направили Цветко Нојић из Пасјана и Ђорђе Поповић из Дебра. Први учитељ у новој згради 1914. год. била је Јелица Борисављевић из Гњилана до 1915. год. међутим у новој школској згради није се дуго и слободно радило јер је дошло до прекида због избијања Првог светског рата. По завршетку Првог светског рата школа почиње да ради и овде треба напоменути да је те давне 1919. год. дошао за учитеља Јован Рајчић из Пасјана. Доласком учитеља из Пасјана интресовање за школовање деце у селу је порасло. Из тих разлога код грађана села Пасјана родила се нова идеја да се зида нова школска зграда у којој се донедавно радило.
Трећег јуна 1926. год. село формира одбор за подизање школске зграде и склапа уговор са Шабаном Хазировићем, цигларем из Гњилана, да направи и испече 45.000 комада цигли у вредност од 6.000 динара. 1928. године ударени су темељи за подизање нове школске зграде, а зграда је предата на употребу 1931. године. За то време мењао се велики број учитеља, а у току Другог светског рата ученици су још једном морали да напусте своје учионице и уступе их бугарском окупатору и за то време школа је била доста оштећена .
Школа је поново почела са радом 1. јуна 1945. године, а Никола Мијатовић био је први учитељ после ослобођења. Мењао се велики број учитеља. Од 1. септембра 1949. године отворена је прва гимназија и она је радила све до 1954. године.
Како су постојеће школске зграде биле превише уске и нефункционалне средствима друштвене заједнице и самодоприноса грађана 1983. године подигнута је нова школска зграда. Нова школска зграда дата је на употребу 1984/85. године али без употребне дозволе.
Миладин Поповић, по коме школа носи име, био је народни херој.

## Школа данас
Школу данас похађа 200 ученика, који су распоређени у 13 одељења, као и два припремна предшколска. Школска зграда је 2015. године реновирана и опремљена новим наставним средствима. Поред тога, школа је добила нову фискултурну салу, и уведено је централно грејање.
Сарађује са директорима других школа.

## Галерија
- Спортска сала
- Пасјане
- Школски терен у Пасјану